# Laure Résimont
Laure Résimont, née le 29 janvier 1998, est une joueuse belge de basket-ball évoluant au poste d'ailier.

## Biographie
En 2022, elle dispute sa première coupe du monde 3×3 en compagnie de Becky Massey, Julie Vanloo et Ine Joris en juin où la Belgique termine huitième,. Elle participe également à la coupe du monde 2022 en septembre où la Belgique termine cinquième,,.
En 2023, elle prend part au tournoi final de l'Euro 2023 où la Belgique bat Israël (108 - 59), la Tchéquie (84 - 41) et l'Italie (72 - 64) en groupes, la Serbie (93 - 53) en quarts de finale, la France (67 - 63) en demi-finale et l'Espagne (64 - 56) en finale en devenant championne d'Europe.
En club, elle joue pour le Kangourous B. Malines.

## Palmarès

### Coupe de Belgique
- Kangourous B. Malines - 2024

### Équipe nationale
- Médaille d'or Euro 2023